# Route du Donjon
La route du Donjon est une voie située dans le 12e arrondissement de Paris, en France.

## Origine du nom

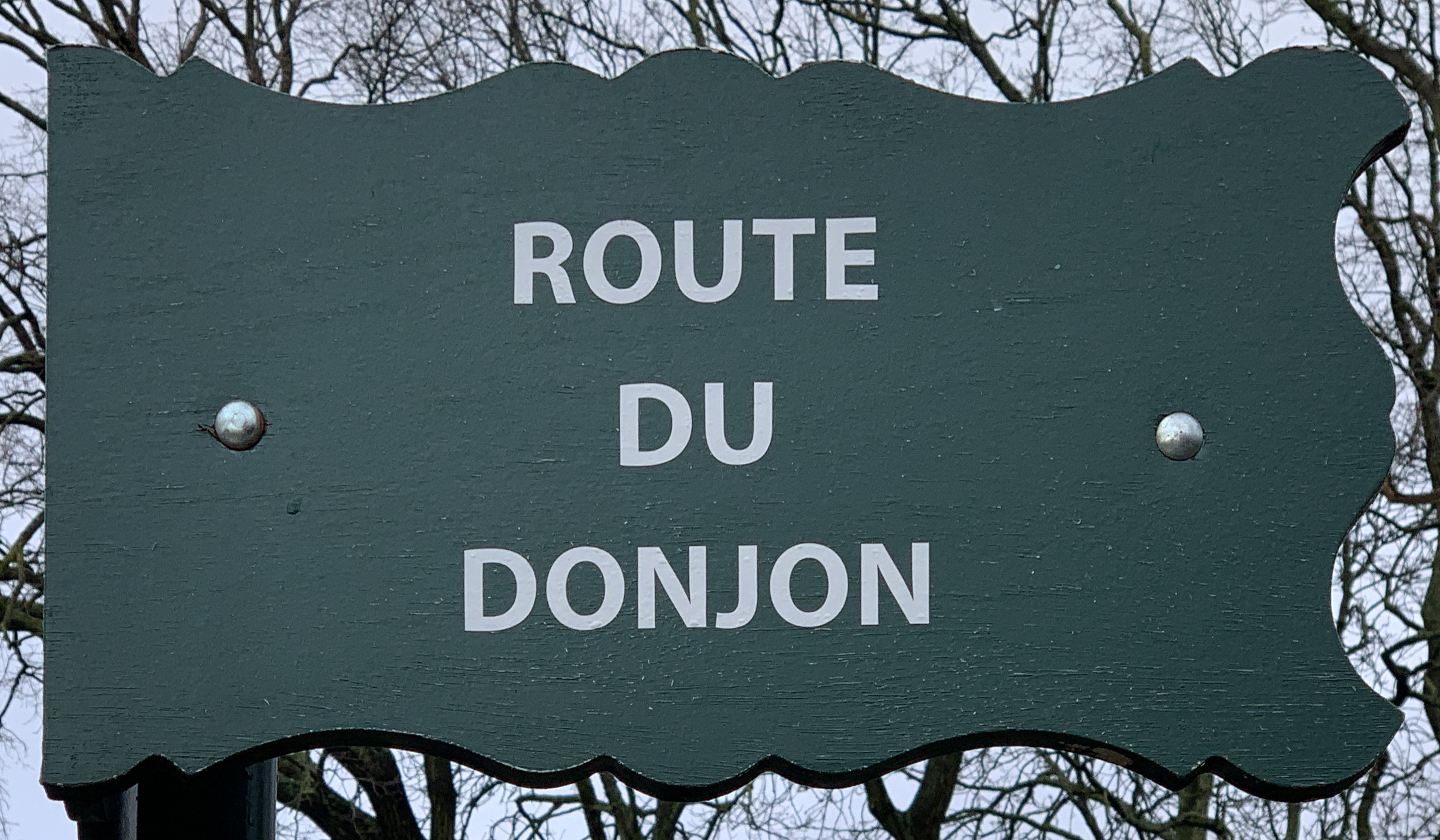
Plaque de la route.